# فتح توات وقورارة (1582)
فتح توات وقورارة هو عملية عسكرية شنها سلطان المغرب السعدي أحمد المنصور لفتح منطقة توات وقورارة.

## السيروة
في عام 1583، ضمت السلطنة الشريفية توات وكورارة ، أهم مركزين تجاريين في شمال غرب الصحراء الكبرى ،وفرضت ضريبة على سكانها.

## تداعيات
أوقف هذا الفتح التوسع العثماني في الصحراء الكبرى بعد أن فتحوا تقرت عام 1552 وفزان عام 1577  كما قاموا بحملة فاشلة على توات وغورارة عام 1579.ضمن هذا الفتح سيادة السلطنة الشريفة على قصور الصحراء، وكان بمثابة مقدمة لفتح صنغاي سنة 1591.

## أنظر أيضا
- الحملة على الأغواط (1708–1713)
- حصار مليلية (1694-1696)
- حصار جزيرة قميرة (1702)